# قباد شیوا
قباد شیوا (زادهٔ ۴ بهمن ۱۳۱۹) نقاش و طراح گرافیک ایرانی است. وی در طول چندین دهه فعالیت هنری، با خلق آثار بدیع توانسته به شیوه‌ای گرافیکی با درون‌مایه‌های ایرانی دست یابد و آن را به دنیا معرفی کند. قباد شیوا از مؤسسان انجمن صنفی طراحان گرافیک ایران، پایه‌گذار و برنامه‌ریز اولین دوسالانه پوستر تهران است. برخی از آثار او در موزه‌های مختلف جهان و مجموعه‌داران بین‌المللی جای گرفته‌است.

## زندگی
شیوا دانش‌آموختهٔ رشتهٔ نقاشی از دانشگاه تهران، دانشکده‌ی هنرهای زیبا است و در سال ۱۳۴۵ فارغ‌التحصیل شد. علی‌محمد حیدریان، محمود جوادی‌پور، هوشنگ سیحون، محسن وزیری‌مقدم از استادان او در رشتهٔ نقاشی بوده‌اند. او پس از سال‌ها تجربهٔ عملی در زمینهٔ گرافیک، کارشناسی ارشد خود را از مؤسسه پرت، شهر نیویورک در سال ۱۳۵۹ اخذ کرد.
از فعالیت‌های جانبی او تأسیس بخش گرافیک در صدا و سیمای ایران در سال ۱۳۴۷، راه‌اندازی بخش گرافیک انتشارات سروش در سال ۱۳۵۰ است. او از مؤسسان انجمن صنفی طراحان گرافیک ایران، پایه‌گذار و برنامه‌ریز اولین دوسالانه پوستر تهران است. از دیگر فعالیت‌های او آموزش هنر گرافیک در دانشکده‌های معتبر تهران از سال ۱۳۵۵ تا به حال است.
او در طول سال‌ها تحصیل و کار حرفه‌ای آثار خود را در زمینه نقاشی، عکاسی و به‌خصوص گرافیک در نمایشگاه‌های داخلی و بین‌المللی از جمله انگلستان، فرانسه، آمریکا به تماشا گذاشته‌است. آثار او بارها در نشریات جهانی انتخاب و چاپ شده‌اند.
انجمن بین‌المللی طراحان گرافیک (AGI) او را به عنوان یکی از ۱۲ طراح گرافیک برتر جهان معرفی کرده و در حال حاضر در مؤسسه‌ی شخصی خود در امر مدیریت، مشاورهٔ هنری و همچنین طراحی گرافیک در زمینه‌های مختلف، طراحی محیطی و نمایشگاهی فعالیت دارد.
منتخبی از پوسترهای او در قطع رحلی در سال ۱۳۸۳ و منتخبی از آثار او در قطع جیبی در سال ۱۳۸۴ را مؤسسه پژوهشی فرهنگی چاپ و نشر نظر به چاپ رسانده‌است و این مطلب نیز برگرفته از همین کتاب‌ها است. 

## فعالیت‌های جنبی
- تأسیس بخش گرافیک در صدا و سیمای ایران در سال ۱۳۴۷
- راه‌اندازی بخش گرافیک انتشارات سروش در سال ۱۳۵۰
- از مؤسسان انجمن صنفی طراحان گرافیک ایران
- پایه‌گذار و برنامه‌ریز اولین دوسالانه پوستر تهران
- آموزش هنر گرافیک در دانشکده‌های معتبر تهران از سال ۱۳۵۵

## جوایز و شرکت در مسابقات بین‌المللی
- برنده‌ی مسابقه‌ی طراح پوستر برای سومین جشن هنر شیراز- ۱۳۴۸
- برنده‌ی مسابقات مختلف در طراحی پوستر برای فستیوال‌های هنری در ایران- ۱۳۵۳
- برنده‌ی مسابقه‌ی طراحی آرم برای سندیکای گرافیست‌های تهران- ۱۳۵۴
- مدال و دیپلم برای طراحی پوستر از بی ینال بین‌المللی گرافیک برنو در چکسلواکی- ۱۳۵۷
- جایزه‌ی اول در مسابقه‌ی طراحی محیطی- نیویورک- ۱۳۵۸
- برنده‌ی اول در مسابقه‌ی طراحی نشان برای بخش هنری المپیک ورزش‌های زمستانی در نیویورک- ۱۳۵۹ و همچنین ورود در کتاب «who S who in Graphic World»، شماره دوم- سال انتشار ۱۹۸۲ و شماره سوم ۱۹۹۴- سوئیس
- منتخب طراحی آرم برای انجمن صنفی طراحان گرافیک ایران- ۱۳۷۶
- پوستر منتخب برای برگزاری هفتمین دوسالانه گرافیک ایران- ۱۳۸۰
- دیپلم افتخار برای پوستر فلسطین در اولین دو سالانهٔ بین‌المللی پوستر جهان اسلام- ۱۳۸۲

## برخی از آثار چاپ شده در سطح بین‌المللی
- مجله‌ی Novoum- آلمان- ۱۳۵۳
- کتاب سالیانه‌ی Modern Publicity- آلمان- ۱۳۵۴
- کتاب Graphic Poster- سوئیس- ۱۳۵۵
- مجله‌ی Designe- ژاپن (۴ اثر)- ۱۳۵۶
- مجله‌ی Project- لهستان- ۱۳۵۷
- کتاب سالیانه‌ی تخصصی گرافیک Modern Publicity در لندن (۲ اثر)- ۱۳۵۷
- چاپ آثار در جلد دوم و سوم کتاب (هوز هواین گرافیک)- ۱۳۵۷